# Berghin, Alba
Berghin (în maghiară Berve, în dialectul săsesc Blatrit, în germană Blutroth) este satul de reședință al comunei cu același nume din județul Alba, Transilvania, România.

## Istoric
Atestat documentar pentru prima oară în anul 1332 sub numele Sacerdos de Bumi (Bergyin în 1850), Berghinul este cunoscut și datorită prezenței în trecut a numeroși locuitori germani. 

## Lăcașuri de cult
- Biserica din lemn “Sf. Petru”, construită în 1707, strămutată aici în anul 1900 din satul Gârbova de Sus, de lângă orașul Aiud.

## Obiective memoriale
- Monumentul Eroilor Români din Primul Război Mondial. Monumentul este amplasat în cimitirul ortodox și a fost ridicat pentru cinstirea Unirii din 1918 și a eroilor români căzuți în Primul Război Mondial. Acesta este realizat din beton, iar împrejmuirea este făcută cu un gard din sârmă împletită și stâlpi din beton. Monumentul a fost ridicat prin contribuția locuitorilor din Berghin, așa cum reiese din inscriptia de pe fațada monumentului.
- Monumentul Eroilor Români din Primul și Al Doilea Război Mondial. Monumentul comemorativ este amplasat în centrul localității și a fost dezvelit în anul 1946, în memoria Eroilor căzuți în cele Două Războaie Mondiale. Acesta este realizat din piatră de calcar cioplită, iar împrejmuirea este cu gard din sârmă împletită și stâlpi metalici. Pe fațada monumentului este o inscripție comemorativă, în timp ce, pe laturile de est, de vest și de sud, sunt înscrise numele a 46 Eroi căzuți în cele două războaie.

## Imagini

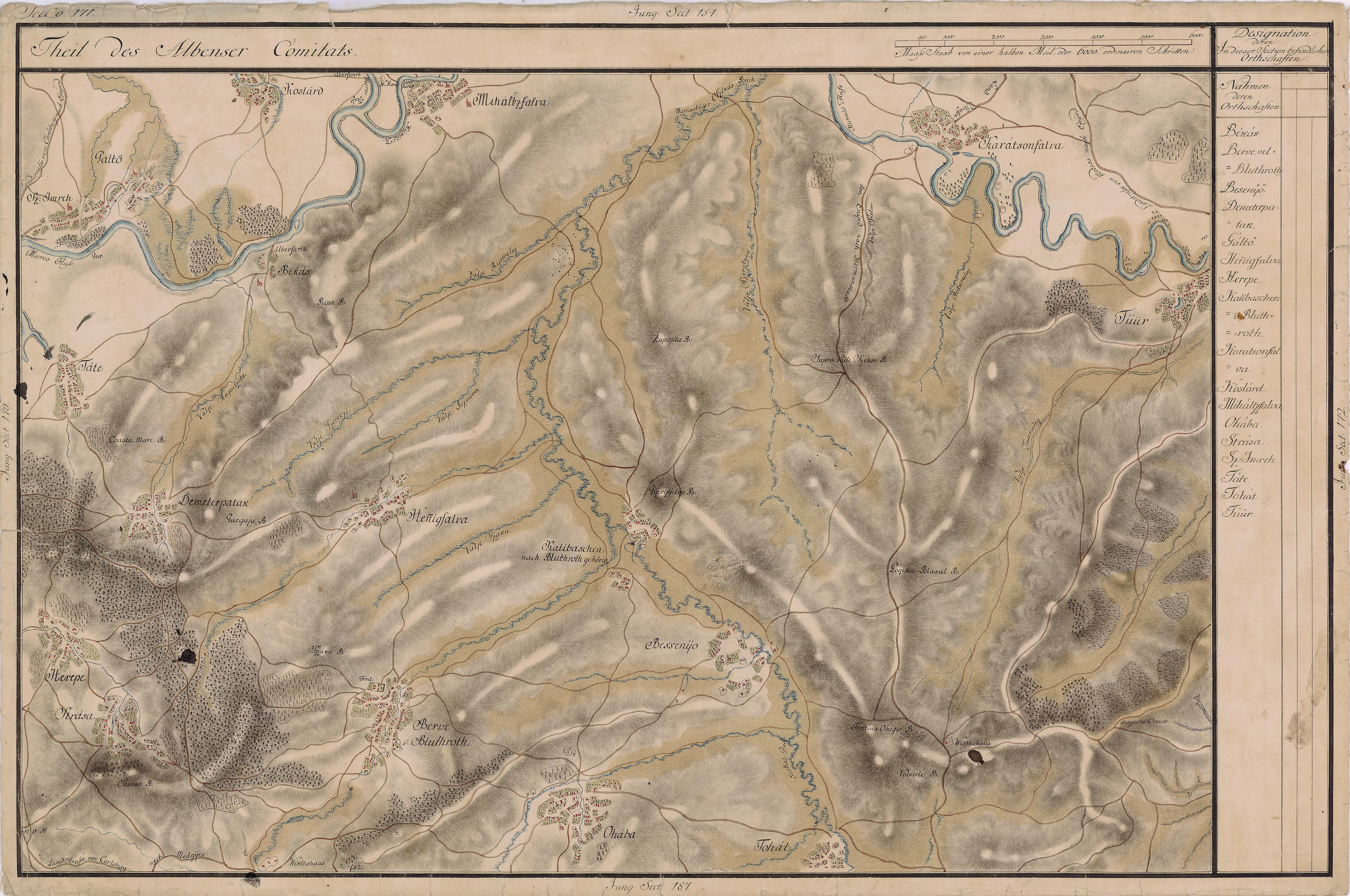
Berghin în Harta Iosefină a Transilvaniei, 1769-1773
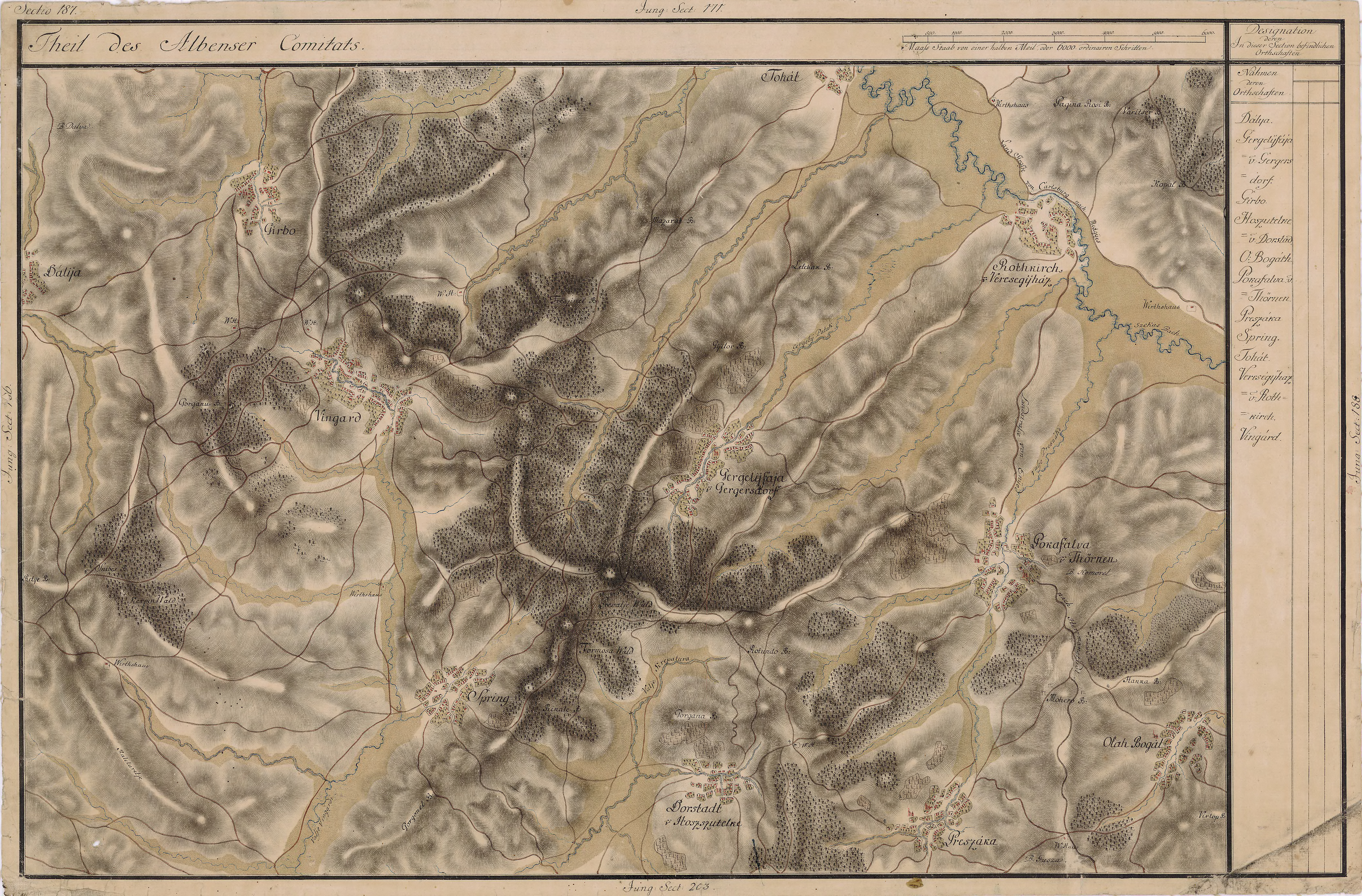
Berghin în Harta Iosefină a Transilvaniei, 1769-1773
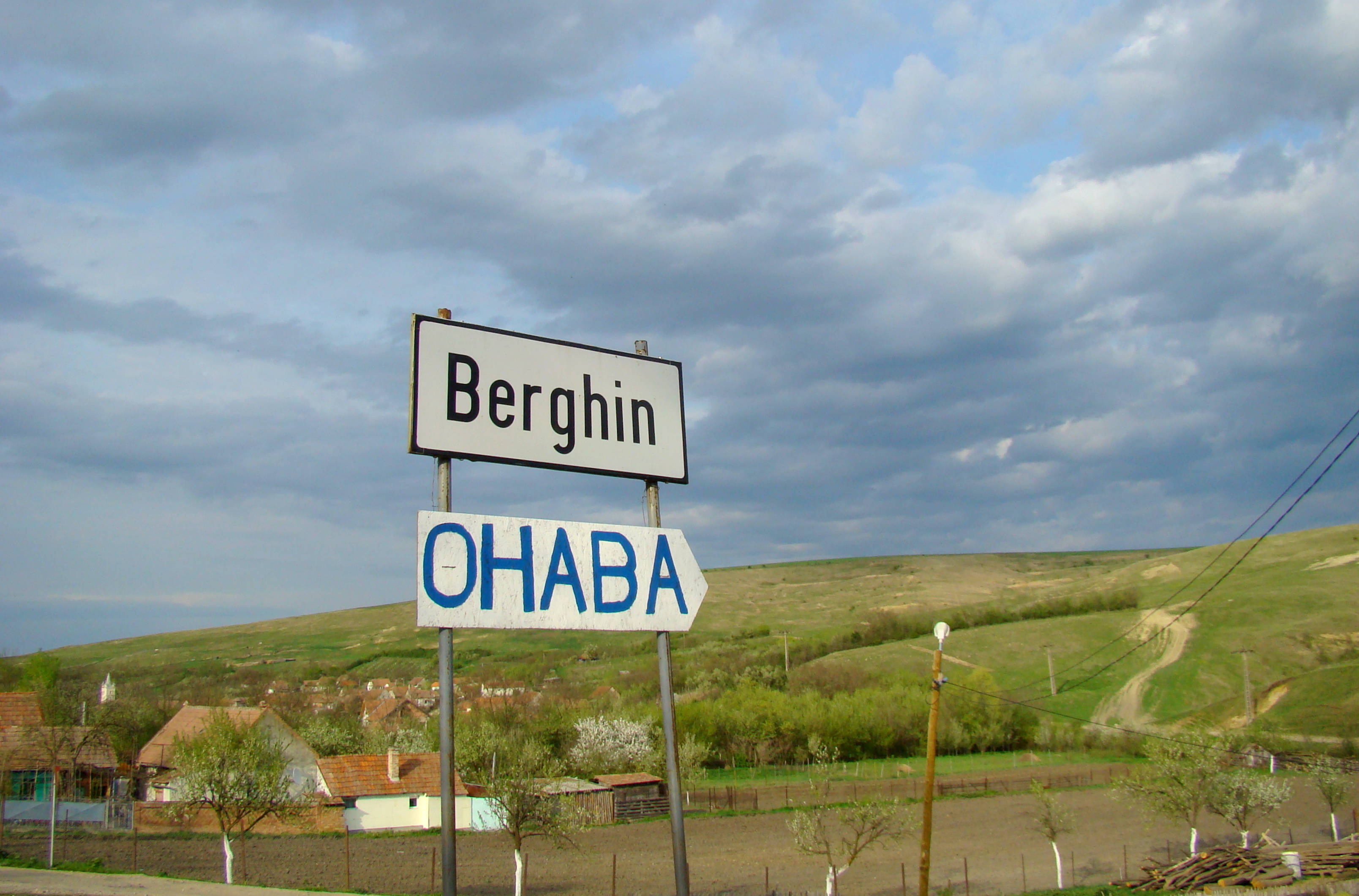
Intrarea în localitate
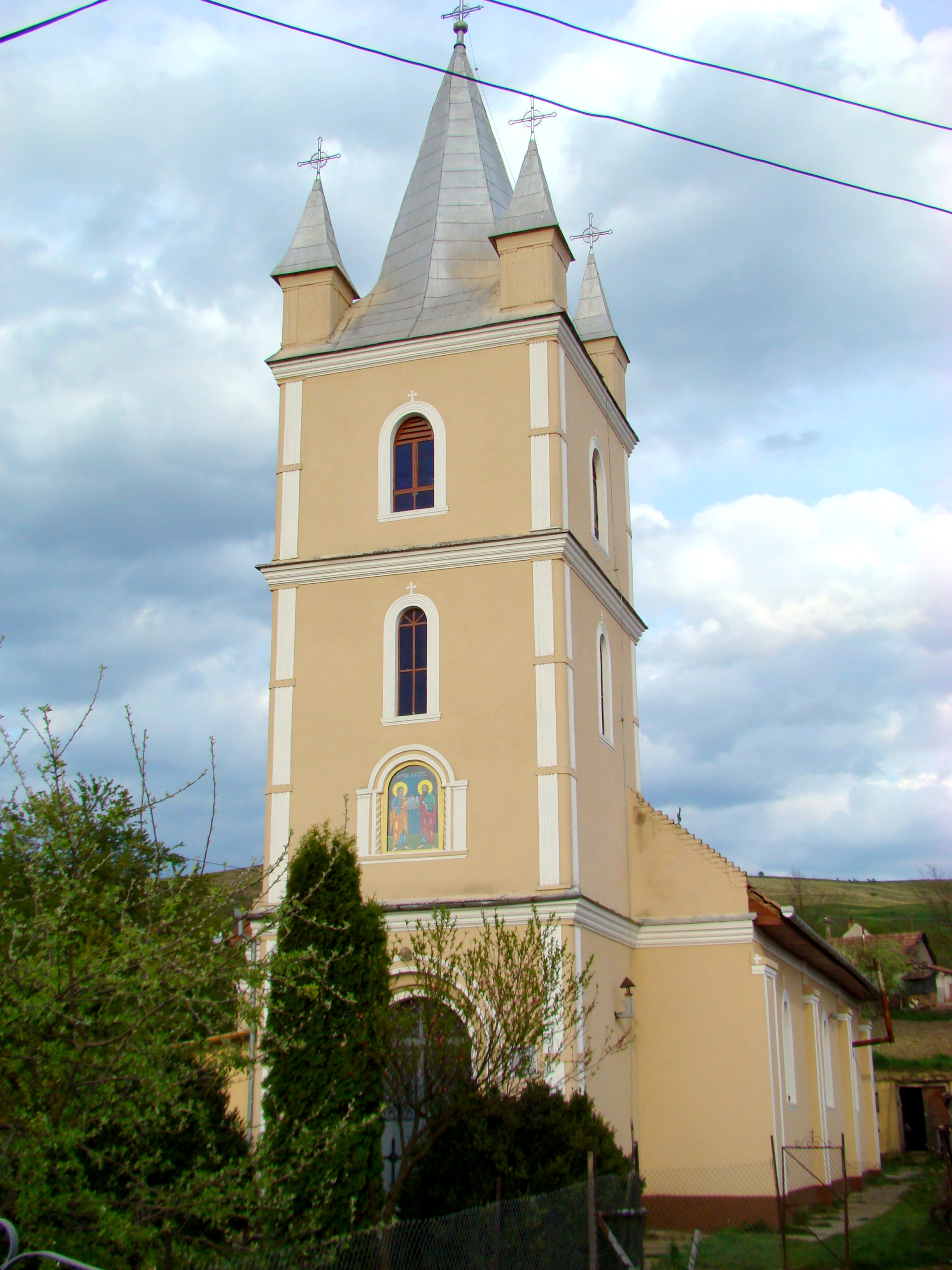
Biserica ortodoxă